# Élisabeth Ferrier
Élisabeth Ferrier est une actrice française.

## Biographie
Après des études secondaires, Elisabeth Martin se dirige vers les cours de théâtre et rencontre Jean Dasté, qui l'influence profondément.
 Elle participe à ses côtés à la grande aventure de la décentralisation à la Comédie de Saint-Étienne. Elle prend le pseudonyme de Ferrier du nom de son grand-père maternel.
De 1964 à 1980 elle joue dans de nombreuses pièces, dont :
- Le Cercle de craie caucasien de Bertolt Brecht
- Les Fourberies de Scapin de Molière
- Homme pour homme de Bertolt Brecht
- Une demande en mariage d'Anton Tchekhov
- Iphigénie Hôtel de Michel Vinaver

Après une longue pause, elle reprend sa carrière dans des rôles classiques, en particulier en 2010 dans Macbeth d'après Shakespeare de Heiner Müller, mis en scène par Jean-Claude Berutti.
En 1972, elle fait une première apparition (créditée sous le nom de Babette Ferrier) dans L'Amour l'après-midi d'Éric Rohmer puis continue le théâtre avant de revenir en 1981 devant la caméra.

## Filmographie sélective
- 1972 : L'Amour l'après-midi d'Éric Rohmer : Martine (créditée comme Babette Ferrier)
- 1981 : Le Choix des armes d'Alain Corneau : Babe
- 1982 : Josepha de Christopher Frank : Première sorcière